# Jorat-Menthue
Jorat-Menthue ist seit dem 1. Juli 2011 eine politische Gemeinde im Kanton Waadt in der Schweiz.

## Geografie
Die Gemeinde Jorat-Menthue liegt im Südosten des Gros-de-Vaud auf den Molassehügeln des Jorat rund 7 km südöstlich von Moudon. Die Gemeinde besteht aus den Dörfern Chardonney, Montaubion, Montmeillan, Peney-le-Jorat, Sottens, Villars-Mendraz und Villars-Tiercelin sowie verschiedenen Einzelhöfen. Die Nachbargemeinden von Jorat-Menthue sind im Norden Montanaire, im Nordosten Moudon, im Osten Hermenches, im Südosten Corcelles-le-Jorat, im Südwesten Froideville, im Westen Poliez-Pittet und im Nordwesten Montilliez.

## Geschichte
Die nun ehemaligen Gemeinden Montaubion-Chardonney, Peney-le-Jorat, Sottens, Villars-Mendraz und Villars-Tiercelin fusionierten per 1. Juli 2011 zur neuen Gemeinde Jorat-Menthue. Die Gemeindeverwaltung befindet sich in Sottens.

## Sehenswürdigkeiten
Die wichtigste Landmarke auf dem Gebiet der Gemeinde Jorat-Menthue ist der Sendeturm des Westschweizer Landessenders Radio Sottens.